# Droga I/55 (Czechy)
Droga I/55 (cz. Silnice I/55) – droga krajowa I kategorii w Czechach. Trasa łączy Ołomuniec przez Przerów, Uherské Hradiště, Veselí nad Moravou, Hodonin i Brzecław z dawnym przejściem granicznym z Austrią. Na odcinku Przerów – Hulín trasa miała wspólny przebieg z drogą nr 47, a przez Uherské Hradiště z drogą nr 50. Pomiędzy Hulínem a Otrokowicami stanowi drogę alternatywną wobec autostrady D55.
Dawniej tworzyła połączenie ówczesnych dróg międzynarodowych E7 i E15 z pominięciem Brna.